# Schaefferia willemi
Schaefferia willemi är en urinsektsart som först beskrevs av F. Bonet 1930.  Schaefferia willemi ingår i släktet Schaefferia och familjen Hypogastruridae. Arten är reproducerande i Sverige. Inga underarter finns listade i Catalogue of Life.